# Willem Frederik Röell

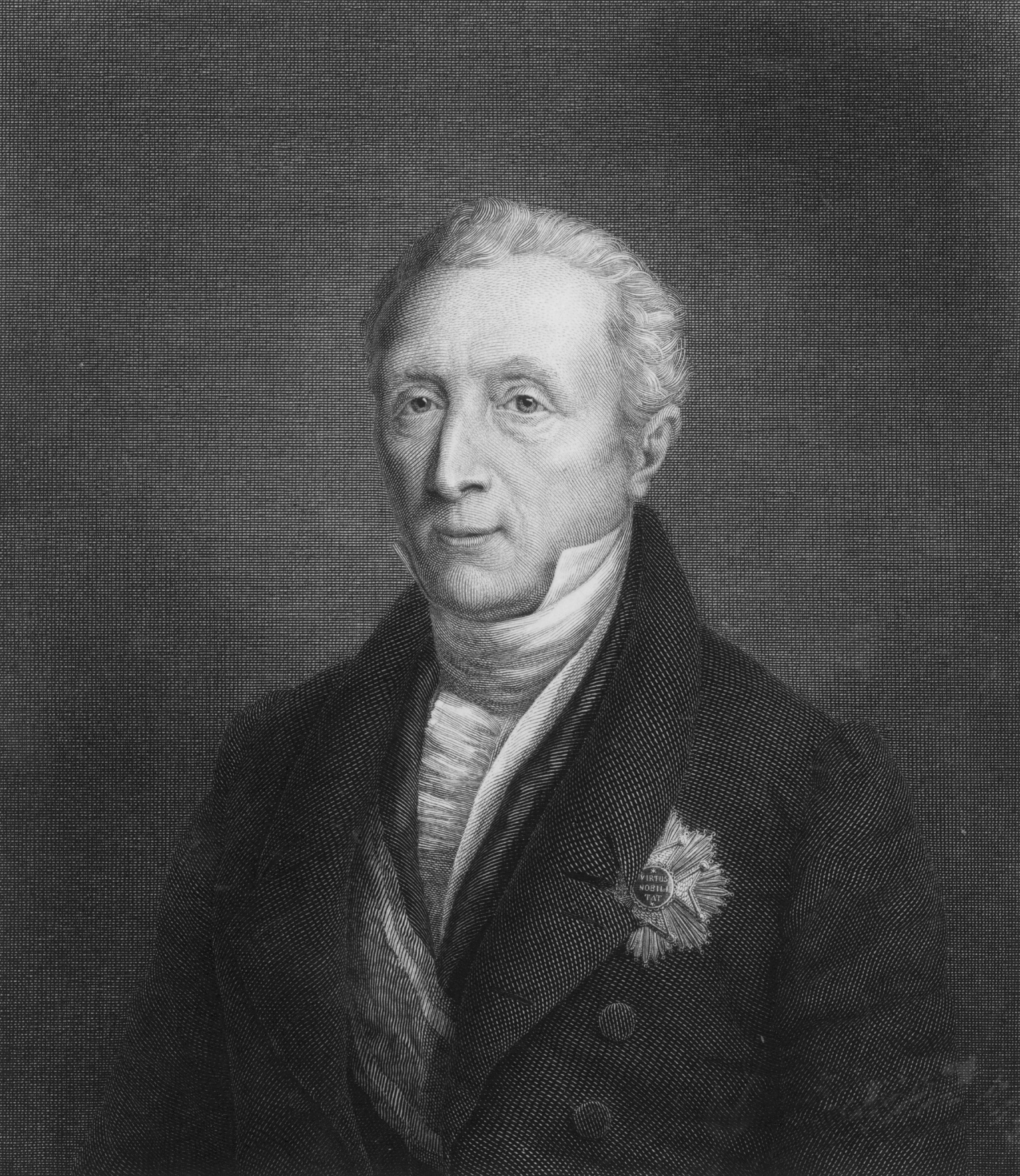
Willem Frederik Röell

Willem Frederik Baron Röell (* 25. Oktober 1767 in Amsterdam; † 3. Januar 1835 ebenda) war niederländischer Außenminister und langjähriger Präsident der Ersten Kammer der Generalstaaten.

## Ausbildung
Röell studierte unter anderem ab 1783 an der Hohen Landesschule in Hanau und ab 1786 an der Universität Leiden. Dort wurde er 1791 promoviert.

## Wirken
Röell wurde 1793 bei der Verwaltungsbehörde zu Amsterdam angestellt, verlor diese Stelle aber 1795 während der Revolution wegen seiner Anhänglichkeit an das Haus Oranien. Er trat nach dem Frieden von Amiens wieder in Staatsdienst, wurde von Louis Bonaparte, König von Holland, zum Staatssekretär ernannt, ging 1807 nach Frankreich und wurde dann Minister des Auswärtigen des Königreichs Holland. Nach dessen Annexion durch Frankreich 1810 wurde sein Amt überflüssig. Er widmete sich dem Handel. Nach der Gründung des Königreichs der Niederlande wurde er Staatssekretär des Innern und kam 1817 in die Erste Kammer der Generalstaaten, deren Präsident er in den Sitzungen von 1818 bis 1819 und später bis 1834 war. Er war Verteidiger der holländischen Handelsfreiheit. Am 19. Februar 1817 wurde ihm der Ehrentitel eines niederländischen Staatsministers verliehen.
Röell war seit 1829 Mitglied der Königlich Niederländischen Akademie der Wissenschaften (damals Koninklijk Instituut) und der Sozietät der gesamten Mineralogie zu Jena.